# Stronnictwo Chrześcijańsko-Ludowe
Stronnictwo Chrześcijańsko-Ludowe (česky Křesťansko-lidová strana, též stojałowszczycy) byla politická strana působící od roku 1896 do roku 1906 mezi polskou populací tehdejšího Rakouska-Uherska. Jejím zakladatelem byl kněz Stanisław Stojałowski.

## Historie
Stanisław Stojałowski se původně podílel na ustavení strany Związek Stronnictwa Chłopskiego a od roku 1895 byl aktivní v Polské lidové straně. V roce 1896 ale přikročil k založení vlastního politického subjektu, Stronnictwo Chrześcijańsko-Ludowe. V lednu 1896 se uvádí, že Stojałowski požaduje, aby se Polská lidová strana přeorientovala v křesťansko sociálním smyslu, včetně změny názvu, což ovšem vedení strany odmítlo a Stojałowski ze strany odchází. Nová strana ostře vystupovala proti Polské lidové straně a měla v tomto ohledu blízko k Polské sociálně demokratické straně. Dočasně dokonce utvořila spojenectví se sociálními demokraty.
Programově byla křesťansko sociálně orientována. Na rozdíl od rakouské Křesťansko-sociální strany se opírala více o venkovské a rolnické obyvatelstvo. Zároveň nesla prvky radikalismu a sám Stojałowski byl dočasně exkomunikován z církve pro své kritické názory na katolickou hierarchii. V programu strany hrál roli i antisemitismus. Stronnictwo Chrześcijańsko-Ludowe požadovalo oddělení církve od státu, plnou církevní autonomii, volitelnost biskupů a proboštů věřícími, bezplatné školství, občanské svobody, rozvoj sociálního zabezpečení a znárodnění přírodních zdrojů. Od počátku 20. století se strana postupně posouvá doleva a utlumuje svou alianci se sociálními demokraty.
Díky výrazné podpoře mezi venkovským lidem byl koncem 19. století zvolen Stojałowski i do Říšské rady, ve které fungovala jeho strana též pod názvem Stojałowského skupina. Ještě předtím, v řádných volbách do Říšské rady roku 1897, získalo Stronnictwo Chrześcijańsko-Ludowe šest parlamentních mandátů.
V roce 1906 se Stronnictwo Chrześcijańsko-Ludowe sloučilo se stranou Stronnictwo Katolicko-Narodowe, a vznikl tak nový subjekt nazvaný Polskie Centrum Ludowe.